# Phyllophaga pseudomicans
Phyllophaga pseudomicans är en skalbaggsart som beskrevs av Chapin 1935. Phyllophaga pseudomicans ingår i släktet Phyllophaga och familjen Melolonthidae. Inga underarter finns listade i Catalogue of Life.